# Башар Ресан
Башар Ресан (араб. بشار رسن, нар. 22 грудня 1996, Багдад) — іракський футболіст, півзахисник клубу «Персеполіс» та національної збірної Іраку.

## Клубна кар'єра
Народився 22 грудня 1996 року в місті Багдад в родині футболіста збірної Іраку з футболу та клубу «Сікак аль-Хадід», Боньяна Ресана. З 14 років став тренуватись разом із старшою командою клубу «Аль-Кува». З командою виграв чемпіонат і Кубок Іраку, а також став володарем Кубка АФК.
4 липня 2017 року Расан уклав дворічний контракт з іранським клубом «Персеполіс». З командою виграв чемпіонат і суперкубок Ірану, а також став фіналістом Ліги чемпіонів АФК. Станом на 31 грудня 2018 року відіграв за тегеранську команду 30 матчів в національному чемпіонаті.

## Виступи за збірні
2012 року дебютував у складі юнацької збірної Іраку, взявши участь у невдалому для його збірної юнацькому чемпіонаті світу 2013 року. Всього зіграв у 8 іграх на юнацькому рівні, відзначившись 3 забитими голами.
Протягом 2013—2014 років залучався до складу молодіжної збірної Іраку, з якою виграв молодіжний чемпіонат Азії у 2014 році. У 2014 році Башар у складі олімпійської збірної став бронзовим призером літніх Азійських ігор у Інчхоні. На молодіжному рівні зіграв у 23 офіційних матчах, забив 7 голів.
4 вересня 2014 року дебютував в офіційних іграх у складі національної збірної Іраку у товариському матчі проти збірної Перу.
У складі збірної був учасником кубка Азії з футболу 2019 року в ОАЕ. 12 січня у другому матчі групового етапу проти Ємену відзначився голом на 18 хвилині гри, завдяки часу іракці здобули перемогу 3:0.

## Досягнення
«Аль-Кува»
- Чемпіон Іраку: 2016/17
- Володар Кубка Іраку: 2015/16
- Володар Кубка АФК: 2016

«Персеполіс»
- Чемпіон Ірану: 2017/18
- Володар Суперкубка Ірану: 2017, 2018
- Фіналіст Ліги чемпіонів АФК: 2018

Ірак
- Чемпіон Азії (U-23): 2013
- Переможець Кубка світу з футболу серед військовослужбовців: 2013
- Бронзовий призер Азійських ігор: 2014

| Дата       | Місто          | Господарі | Результат | Гості   | Турнір                     | Голи | Примітки |
| ---------- | -------------- | --------- | --------- | ------- | -------------------------- | ---- | -------- |
| 08-01-2019 | Абу-Дабі       | Ірак      | 3 – 2     | В'єтнам | Кубок Азії 2019 - 1-й етап | -    | 37'      |
| 12-01-2019 | Шарджа (місто) | Ємен      | 0 – 3     | Ірак    | Кубок Азії 2019 - 1-й етап | 1    |          |
| Усього     |                | Матчів    | 2         |         | Голів                      | 1    |          |